# Gla Meunasah Baro
Gla Meunasah Baro is een bestuurslaag in het regentschap Aceh Besar van de provincie Atjeh, Indonesië. Gla Meunasah Baro telt 739 inwoners (volkstelling 2010).